# ユリア・セルダ
ユリア・セルダ（Julia Serda、1875年6月4日 - 1965年11月3日）は、オーストリアの女優。

## 出演作品
- 或る女熱帯へ行く
- 南の誘惑
- ひめごと
- 別れの曲
- 生ける屍
- 恋のネルスン
- 英傑の恋